# غار ولی گورد
غارطبیعی ولی گورد مربوط به دوران پیش از تاریخ ایران باستان است و در شهرستان رودبار، بخش عمارلو، روستای گورد واقع شده و این اثر در تاریخ ۱۹ مرداد ۱۳۸۴ با شمارهٔ ثبت ۱۲۸۲۴ به‌عنوان یکی از آثار ملی ایران به ثبت رسیده است.